# Авеллино, Андреа
Андреа (Андре́й) Авеллино (имя при крещении Ланцелотто (Лансело́т); 1521, Кастронуово либо Потенца — 10 ноября 1608, Неаполь) — итальянский священник-театинец, святой католической церкви.
Родился в очень религиозной семье среднего достатка. Его родителями были Джованни и Маргарита Аппела. Изучал гражданское и каноническое право. Был рукоположён в сан священника 17 августа 1537 года, после чего работал в церковном суде Неаполя. В 1566 по поручению архиепископа Неаполя был назначен управляющим монастыря в этом городе, в котором совершенно упала дисциплина, однако потерпел неудачу в этом деле, несмотря на свои старания, и даже стал жертвой покушения со стороны лиц, курировавших проституцию среди монахинь монастыря. 30 ноября того же года поступил послушником в орден театинцев, до этого находясь в их монастыре на излечении от полученной во время покушения раны, и получил религиозное имя Андреа; в этом ордене он служил до конца жизни и уже в скором времени стал известен своим благочестием, религиозным рвением и мудростью. В 1570 году по приглашению Карло Борромео прибыл в Милан для реформирования местной епархии. Был участником Тридентского собора.
Оставил ряд богословских трудов. 10 ноября 1608 года во время праздничной мессы он упал и скончался вечером того же дня. Был причислен к лику блаженных папой Урбаном VIII 10 июня 1625 года, а 22 мая 1712 года папа Климент XI канонизировал его. День его памяти у католиков — 10 ноября.